# Sidcup
Sidcup er et distrikt i det sydøstlige London, England, der primært ligger i Bexley. Det ligger omkring 18 km sydøst for Charing Cross, og grænser op til bydelene Bromley og Greenwich. Det er i det historiske county Kent. Navnet kommer sandsynligvis fra Cetecopp som betyder "sædeformet eller flad bakke"; den tidligste omtale stammer fra 1254.

## Notable bysbørn
- F. Matthias Alexander (1869–1955), Australsk skuespiller og opfinder af Alexanderteknikken, boede i Penhill House, Sidcup, i 30 år[2]
- Harry Arter (1989–) fodboldspiller (Bournemouth F.C. og Republic of Ireland), født i Sidcup[3]
- Steve Backley (1969–), olympisk spydkaster og sølvvinder, født i Sidcup[4]
- Sam Bailey (1977–), vinder i The X Factor, opvoksede i Sidcup[5]
- Lake Bell (1979–), amerikansk skuespiller, boede i Sidcup mens hun gik på Rose Bruford College i 1990'erne.[6]
- Doreen Bird (1928–2004), danselærer, boede i Sidcup og etablerede Bird College[7]
- Quentin Blake (1932–), illustrator og kunstner, født i Sidcup[4]
- Denis Bond (1946–), børnebogsforfatter, skuespiller og manuskriptforfatter, bor i[4]
- Garry Bushell (1955–), journalist, bor i Sidcup[8]
- George Albert Cairns (1913–44), modtager af det sidste Victoriakors fra anden verdenskrig, boede og arbejdede i Sidcup[9]
- Sheila Callender (1914–2004), hæmatolog, født i Sidcup[10]
- Ben Chorley (1982–), fodboldspioller (Tranmere Rovers, Leyton Orient, nu Bromley F.C.), født i Sidcup[11]
- Charlie Clements (1987–), skuespiller (EastEnders), født i Sidcup
- Jason Crowe (1978–), fodboldspiller, født i Sidcup[12]
- Jay Darlington (1968-), musiker (tidligere keyboardspiller i bandet Kula Shaker og nuværende medlem af bandet Magic Bus), født Sidcup[13]
- Ian Davenport (1966–), abstrakt maler og tidligere nomineret til Turner Prize, født i Sidcup[14]
- Ashley Glazebrook aka. Twist, danser, Twist and Pulse
- Joe Healy (1986–), fodboldspiller for Welling United, født i Sidcup
- Wayne Routledge (1985–), fodtboldspiller, født i Sidcup[15]
- Gerard Shelley (1891–1980), forfatter, oversætter og katolsk biskop, født i Sidcup[16]
- Nevil Shute (1899–1960), romanforfatter og flyingeniør, boede på Hatherley Road fra 1924 til 1930 mens han arbejdede for Vickers i Crayford[17]
- Ethel Smyth (1858–1944), komponist suffragette, født på St. John's Road, Sidcup[18]
- Roderick Spode, politiker og grundlægger af Eulalie Soeurs lingerie, efterfulgte som 7. jarl af Sidcup
- Thomas Townshend, 1st Viscount Sydney (1733–1800), politiker og kabinetminister, boede i Frognal House, Foots Cray[19]
- Gordon Watson (1971–), tidligere fodboldspiller for Sheffield Wednesday, født i Sidcup[20]
- Elizabeth Wiskemann (1899–1971), historiker og journalist, født i Sidcup[21]
- Doug Wright (1914–98), cricketspiller (Kent og England), født i Sidcup[22]
- Sarah Young (1971–), pornoskuespiller og model, født Sidcup